# Alser Straße
Alser Straße – jedna ze stacji metra w Wiedniu na Linia U6. Została otwarta 7 października 1989. 
Znajduje się w 9. dzielnicy Wiednia, Alsergrund. Położona na wiadukcie stacja, rozciąga się wzdłuż Wiener Gürtel Straße, pomiędzy Kinderspitalgasse na południu i Lazarettgasse na północy.